# Кацуура (посёлок)
Кацуура (яп. 勝浦町 Кацуура-тё:) — посёлок в Японии, находящийся в уезде Кацуура префектуры Токусима. Площадь посёлка составляет 69,80 км², население — 5438 человек (1 августа 2014), плотность населения — 77,91 чел./км².

## Географическое положение
Посёлок расположен на острове Сикоку в префектуре Токусима региона Сикоку. С ним граничат города Токусима, Комацусима, Анан, посёлки Камикацу, Нака и село Санаготи.

## Население
Население посёлка составляет 5438 человек (1 августа 2014), а плотность — 77,91 чел./км². Изменение численности населения с 1980 по 2005 годы:
| 1980 | 7811 чел. |  |
| 1985 | 7638 чел. |  |
| 1990 | 7267 чел. |  |
| 1995 | 7067 чел. |  |
| 2000 | 6736 чел. |  |
| 2005 | 6303 чел. |  |

## Символика
Деревом посёлка считается Citrus unshiu, цветком — космея.